# アンドレス
アンドレス（Andreth、第一紀361年 - 455年?）は、J・R・R・トールキンの中つ国を舞台とした小説『中つ国の歴史』の登場人物。ドルソニオンの北東を占める、ラドロス地方の初代領主にしてベオル家の長ボロミアの娘。バラヒアの父ブレゴールの姉、もしくは妹。

## 賢きアンドレス
エルフたちはかの女を「賢き心」を意味する、サイリンド（Saelind）と呼んだ。かの女が思慮深く、人間の伝承に通じていたからである。かの女は若い頃に、ベオル家の親類ベレミアの家に住んでいたことがあり、そこでマラハの孫にしてベレミアの妻アダネルからマラハの族（House of Marach）の伝承を学んだ。

## アイグノールとの恋
アンドレスはフィナルフィンの息子、エルフのアイグノールと愛し合ったが、結ばれることはなかった。かれはつねにモルゴスと対峙し、落ちつかなかったからである。かれらは生涯子供をもたなかった。

## フィンロドとの友情
かの女はまたアイグノールの兄フィンロドとも緊密な友情をもった。フィンロドはアングバンドの包囲の続くあいだ、たびたびアンドレスを訪れ、人間とエルフに関するさまざまな事柄について意見を交わした。ふたりの会話は書き留められ、のちに「Athrabeth Finrod ah Andreth」として知られるようになった。